# Xiphosurus barbatus
El anolis barbudo cubano u occidental (Xiphosurus barbatus) es una especie de lagarto anoles perteneciente a la familia Dactyloidae.

## Distribución
Es endémico de la Sierra del Rosario (Cuba).